# Исламский университет имама Мухаммада ибн Сауда
Исла́мский университе́т има́ма Муха́ммада ибн Сау́да (араб. جامعة الإمام محمد بن سعود الإسلامية‎, Джами’ату-ль-имам Мухаммаду-бну Су’уд аль-исламийя) — исламское высшее учебное заведение в столице Саудовской Аравии — городе Эр-Рияд.
В 1953 году в Эр-Рияде был открыт Колледж шариатских наук (араб. كلية العلوم الشرعية‎; сейчас: факультет шариата Университета), а в 1954 году — Колледж арабского языка (араб. كلية اللغة العربية‎), затем были открыты другие подобные институты под ведомством «Верховного президиума научных факультетов и институтов». В 1974 году все эти колледжи и институты королевским указом № 50 были преобразованы в «Исламский университет имама Мухаммада ибн Сауда».
Строительство университетского городка началось 5 января 1982 года, во время правления короля Халида, и закончилось в 1990 году.
В университете имеются 11 факультетов: 5 в самом Эр-Рияде и 6 в Эль-Касиме, Эль-Хасе и на юге Медины. Два института (судейство и арабский язык для не владеющих им) находятся в Эр-Рияде, 6 институтов в Рас-эль-Хайме, Мавритании, Джибути, Индонезии, США и Японии, и 60 институтов в разных городах королевства. Количество студентов достигает 24000, а преподавателей — 1300.